# I ragazzi di via Panisperna
I ragazzi di via Panisperna est un film italien de Gianni Amelio sorti en 1988.

## Synopsis
1926. Le professeur Orso Mario Corbino, directeur de l'Institut de physique situé via Panisperna (à Rome), désireux de promouvoir une physique moderne, fait nommer Enrico Fermi à la chaire de physique théorique. Ce dernier forme une équipe constituée des meilleurs physiciens italiens : parmi eux Edoardo Amaldi, Bruno Pontecorvo, Emilio Segrè, Franco Rasetti. En 1928, Ettore Majorana, mathématicien déjà renommé, les rejoint. On nommera ce groupe les ragazzi di via Panisperna (Garçons de le via Panisperna). L'année suivante, Majorana passe brillamment sa maîtrise de physique théorique, avec un mémoire sur La théorie quantique des noyaux radio-actifs. Il obtient la note maximale. En novembre 1932, il est nommé docteur d'État dans cette discipline. Début 1933, il finit par suivre les recommandations d'Enrico Fermi et se rend à Leipzig pour y rencontrer le prix Nobel de physique Werner Heisenberg. Il reste en Allemagne durant six mois et ses relations avec Heisenberg sont plutôt bonnes. Cependant, lorsqu'il rentre à Rome, début août, il prend ses distances avec l'Institut de physique et discute de moins de moins de cette discipline. Il n'est pas établi qu'il l'ait néanmoins abandonnée. Ainsi, en octobre 1937, il participe à un recrutement académique. Mais il est nommé à Naples afin de ne pas gêner la nomination d'un de ses collègues, le fils du philosophe Giovanni Gentile. Le 25 mars 1938, il s'embarque de Naples sur un paquebot-poste à destination de Palerme. Il laisse une lettre pour Carrelli, directeur de l'Institut de physique de Naples et la seconde à son hôtel et destinée à sa famille. Après, on ne le reverra plus. Le mystère de sa disparition ne sera jamais élucidé. Gianni Amelio s'inspire de réflexions suscitées par l'œuvre de Leonardo Sciascia et s'intéresse particulièrement aux relations entre Enrico Fermi et son génial élève.

## Fiche technique
- Titre : I ragazzi di via Panisperna
- Réalisation : Gianni Amelio
- Scénario : Gianni Amelio, Vincenzo Cerami et Alessandro Sermoneta, d'après le récit La disparition de Majorana (it) (La scomparsa di Majorana) de Leonardo Sciascia
- Photographie : Tonino Nardi, Marco Onorato et Giulio Pietromarchi
- Musique : Riz Ortolani
- Montage : Roberto Perpignani
- Décors : Franco Velchi
- Costumes : Lina Nerli Taviani
- Production : Conchita Airoldi, Dino Di Dionisio
- Pays d'origine :  Italie
- Format : couleur
- Genre : drame
- Durée : 123 minutes (version TV en deux épisodes : 180 minutes)
- Date de sortie : 
  - septembre 1988, Festival de Bari
  - télévision : 18 février 1990 sur Rai Uno

## Distribution
- Andrea Prodan : Ettore Majorana
- Ennio Fantastichini : Enrico Fermi
- Michele Melega : assistant de Fermi
- Alberto Gimignani : Emilio Segrè
- Giorgio Dal Diaz : Bruno Pontecorvo
- Laura Morante : Laura, épouse de Fermi
- Cristina Marsillach : la cousine de Majorana
- Mario Adorf : professeur Orso Mario Corbino, le président de la faculté
- Virna Lisi, la mère de Majorana